# درونیک
درونیک (به صربی: Drvnik) یک منطقهٔ مسکونی در صربستان است که در Knjaževac واقع شده‌است. درونیک ۱۵ نفر جمعیت دارد.